# Asedio del Castillo Hikida
El asedio al Castillo Hikida (疋壇城の戦い Hikida-jō no Tatakai?) fue una de las muchas batallas que luchó Oda Nobunaga en contra de los clanes Azai y Asakura durante el período Sengoku de la historia de Japón. Esos dos clanes fueron uno de los principales enemigos de Nobunaga durante su intento de obtener más poder y tierras para sí mismo.
En ese año, 1573, Nobunaga asedió el Castillo Odani de Azai Nagamasa. Asakura Yoshikage, el cual comandaba una fuerza para levantar el asedio y reforzar la guarnición, fue atacado por el ejército de Oda Nobunaga. Buscó refugio en el Castillo Hikida y fue asediado allí.
El Castillo Hikida cayó el 10 de agosto y asakura huyó de vuelta a su hogar en la provincia de Echizen.